# Grand Prix automobile du Canada 1988

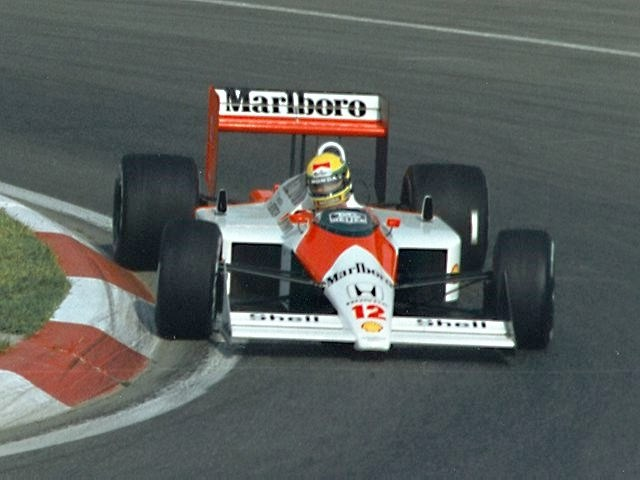
Ayrton Senna remporte le GP du Canada 1988

Résultats du Grand Prix du Canada de Formule 1 1988 qui a eu lieu au circuit Gilles-Villeneuve le 12 juin 1988.

## Classement

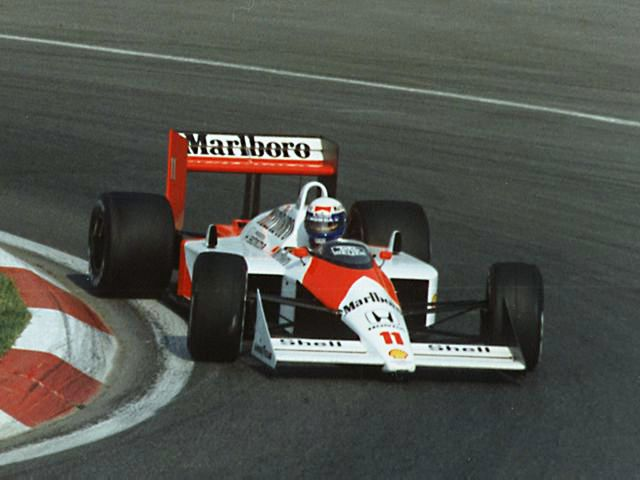
Alain Prost se classe second du GP du Canada 1988

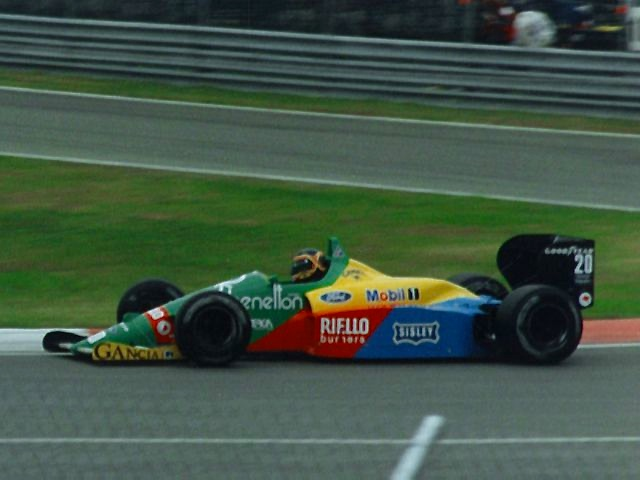
Thierry Boutsen termine troisième du GP du Canada 1988

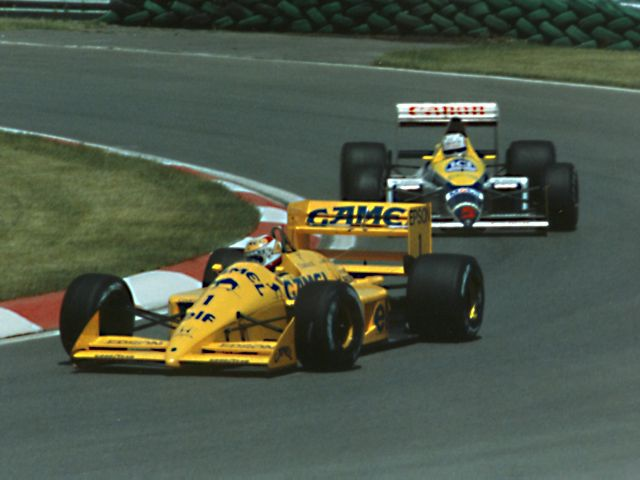
Nelson Piquet termine quatrième du GP du Canada 1988

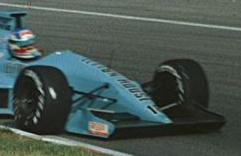
Ivan Capelli se classe cinquième du GP du Canada 1988

| Pos. | No | Pilote             | Écurie               | Tours | Temps/Abandon                      | Grille | Points |
| ---- | -- | ------------------ | -------------------- | ----- | ---------------------------------- | ------ | ------ |
| 1    | 12 | Ayrton Senna       | McLaren-Honda        | 69    | 1 h 39 min 46 s 618 (182,152 km/h) | 1      | 9      |
| 2    | 11 | Alain Prost        | McLaren-Honda        | 69    | + 5 s 934                          | 2      | 6      |
| 3    | 20 | Thierry Boutsen    | Benetton-Ford        | 69    | + 51 s 409                         | 7      | 4      |
| 4    | 1  | Nelson Piquet      | Lotus-Honda          | 68    | + 1 tour                           | 6      | 3      |
| 5    | 16 | Ivan Capelli       | March-Judd           | 68    | + 1 tour                           | 14     | 2      |
| 6    | 3  | Jonathan Palmer    | Tyrrell-Ford         | 67    | + 2 tours                          | 19     | 1      |
| 7    | 17 | Derek Warwick      | Arrows-Megatron      | 67    | + 2 tours                          | 16     |        |
| 8    | 31 | Gabriele Tarquini  | Coloni-Ford          | 67    | + 2 tours                          | 26     |        |
| 9    | 22 | Andrea De Cesaris  | Rial-Ford            | 66    | Panne d'essence                    | 12     |        |
| 10   | 30 | Philippe Alliot    | Larrousse-Ford       | 66    | Panne électrique                   | 17     |        |
| 11   | 2  | Satoru Nakajima    | Lotus-Honda          | 66    | + 3 tours                          | 13     |        |
| 12   | 33 | Stefano Modena     | Eurobrun-Ford        | 66    | + 3 tours                          | 15     |        |
| 13   | 24 | Luis Pérez-Sala    | Minardi-Ford         | 64    | + 5 tours                          | 21     |        |
| 14   | 9  | Piercarlo Ghinzani | Zakspeed             | 63    | Moteur                             | 22     |        |
| Abd. | 15 | Mauricio Gugelmin  | March-Judd           | 54    | Boîte de vitesses                  | 18     |        |
| Abd. | 14 | Philippe Streiff   | AGS-Ford             | 41    | Suspension                         | 10     |        |
| Abd. | 25 | René Arnoux        | Ligier-Judd          | 36    | Transmission                       | 20     |        |
| Abd. | 27 | Michele Alboreto   | Ferrari              | 33    | Radiateur                          | 4      |        |
| Abd. | 6  | Riccardo Patrese   | Williams-Judd        | 32    | Moteur                             | 11     |        |
| Abd. | 18 | Eddie Cheever      | Arrows-Megatron      | 31    | Accélérateur                       | 8      |        |
| Abd. | 5  | Nigel Mansell      | Williams-Judd        | 28    | Moteur                             | 9      |        |
| Abd. | 26 | Stefan Johansson   | Ligier-Judd          | 24    | Moteur                             | 25     |        |
| Abd. | 28 | Gerhard Berger     | Ferrari              | 22    | Panne électrique                   | 3      |        |
| Abd. | 19 | Alessandro Nannini | Benetton-Ford        | 15    | Fuite d'eau                        | 5      |        |
| Abd. | 32 | Oscar Larrauri     | Eurobrun-Ford        | 8     | Collision                          | 24     |        |
| Abd. | 4  | Julian Bailey      | Tyrrell-Ford         | 0     | Collision                          | 23     |        |
| Nq.  | 23 | Adrian Campos      | Minardi-Ford         |       | Non qualifié                       |        |        |
| Nq.  | 21 | Nicola Larini      | Osella               |       | Non qualifié                       |        |        |
| Nq.  | 29 | Yannick Dalmas     | Larrousse-Ford       |       | Non qualifié                       |        |        |
| Nq.  | 10 | Bernd Schneider    | Zakspeed             |       | Non qualifié                       |        |        |
| Npq. | 10 | Alex Caffi         | Scuderia Italia-Ford |       | Non préqualifié                    |        |        |

## Pole position et record du tour
- Pole position : Ayrton Senna en 1 min 21 s 681 (vitesse moyenne : 193,484 km/h).
- Meilleur tour en course : Ayrton Senna en 1 min 24 s 973 au 53e tour (vitesse moyenne : 185,988 km/h).

## Tours en tête
- Alain Prost : 18 (1-18)
- Ayrton Senna : 51 (19-69)

## À noter
- 8e victoire pour Ayrton Senna.
- 60e victoire pour McLaren en tant que constructeur.
- 32e victoire pour Honda en tant que motoriste.